# Stratos (film)
Pour les articles homonymes, voir Stratos.
Stratos ( / To mikró psári, littéralement « le petit poisson ») est un film grec réalisé par Yiánnis Ikonomídis, sorti en 2014.

## Synopsis
Statos travaille dans une fabrique de pain la nuit. La journée, il est tueur à gages.

## Fiche technique
- Titre : Stratos
- Titre original : Το μικρό ψάρι (To mikró psári)
- Réalisation : Yiánnis Ikonomídis
- Scénario : Yiánnis Ikonomídis, Chrístos Konstantakópoulos, Harry Lagoussis, Vangélis Mouríkis et Xiros Thanos
- Musique : Bábis Papadópoulos
- Photographie : Dimitris Katsaitis
- Montage : Yiánnis Chalkiadákis
- Production : Chrístos Konstantakópoulos, Panos Papachadzis et Michael Weber
- Société de production : Faliro House Productions, Argonauts Productions, The Match Factory, Yannis Economides Films, Feelgood Entertainment et Nerit
- Pays :  Grèce,  Allemagne et  Chypre
- Genre : Policier et drame
- Durée : 137 minutes
- Dates de sortie : 
  -  Grèce : 27 mars 2014

## Distribution
- Vangélis Mouríkis : Stratos
- Pétros Zervós : Makis
- Vícky Papadopoúlou : Vicky
- Yiánnis Tsortékis : Yorgos
- Yiórgos Yiannópoulos : Petropoulos
- Yiánnis Anastasákis : la patron de Stratos
- Polina Dellatola : Katerina
- Yiánnis Voulgarákis : Johnny
- Sónia Theodorídou : Jenny Petropulos
- Pópi Tsapanídou : Maria
- Alekos Pangalos : Leonidas

## Distinctions
Le film est présenté en sélection officielle en compétition à la Berlinale 2014.